# Nation Tsilhqot’in c. Colombie-Britannique
Décision
Les provinces canadiennes ne peuvent pas réclamer un droit de s'engager dans des opérations de coupe à blanc sur des terres protégées par un titre autochtone et doivent d'abord obtenir une approbation pour de telles actions de la part du titulaire du titre autochtone avant de procéder à de telles opérations.
Jugement complet
texte intégral sur www.canlii.org
Nation Tsilhqot’in c. Colombie-Britannique (Tsilhqot'in Nation v British Columbia en anglais) est une décision de la Cour suprême du Canada établissant un droit territorial à la Première Nation des Chilcotins. Un des effets de cette décision est que les provinces ne peuvent pas effectuer de coupe à blanc sur des terres protégées par un titre autochtone sans avoir obtenu au préalable une approbation du titulaire du droit.

## Contexte
En 1983, la Colombie-Britannique a remis un permis à la compagnie forestière Carrier Lumber lui permettant de couper des arbres sur un territoire dans le Centre de la province incluant des terres qui étaient réclamées par la bande Xeni Gwet'in (en) des Chilcotins. Les Chilcotins vivent dans cette région depuis des siècles. En réaction, ceux-ci ont établi des barricades pour bloquer l'accès à la compagnie forestière. Alors, la compagnie a mené, sans succès, des négociations auprès du gouvernement provincial afin de pouvoir poursuivre ses opérations de bûchage. De son côté, la bande Xeni Gwet'in a intenté un procès dans le but d'interdire à Carrier Lumber d'effectuer des opérations de bûchage commercial dans la région concernée et d'établir leur droit autochtone sur ce territoire qui faisait partie de leur territoire ancestral.

## Tribunaux inférieurs
Durant le procès qui dura cinq ans, les gouvernements fédéral et provincial se sont opposés au droit réclamé par les Chilcotins. Le juge a appliqué le test pour le titre autochtone sur ce territoire qui incluait de déterminer si la bande Xeni Gwet'in (en) a régulièrement et exclusivement utilisé le territoire réclamé. Le juge a refusé le droit pour des raisons procédurières.
En 2012, la décision a été portée en appel à la Cour d'appel de la Colombie-Britannique qui a maintenu la décision que les Chilcotins n'avaient pas de droit sur ces terres, à l'exception de situations limitées. La cour a appliqué un test plus strict en examinant l'occupation de sites spécifiques à l'intérieur de ce territoire par les Chilcotins au moment de la souveraineté européenne.

## Décision de la Cour suprême
La Cour suprême du Canada, menée par la juge en chef Beverley McLachlin, a unanimement accepté l'appel. Elle a jugé que les Chilcotins avait effectivement un droit au titre autochtone sur un territoire de 1 750 km2 dans la région qu'ils occupaient historiquement.

### Titre autochtone
La cour a jugé qu'un titre autochtone constitue un intérêt bénéfique au territoire, mais que le contrôle sous-jacent demeure à la Couronne. Les droits conférés par le titre autochtone incluent le droit de décider comment le territoire sera utilisé, c'est-à-dire comment on en jouira, l'occupera et le possédera, ainsi que d'utiliser et de gérer le territoire de manière proactive, incluant ses ressources naturelles. Néanmoins, la cour a établi un mécanisme sur le même modèle que R v Sparrow par lequel la Couronne peut outrepasser le titre autochtone dans l'intérêt public avec certaines conditions.

## Effets
Comme résultat de cette décision, les provinces canadiennes ne peuvent pas réclamer un droit de s'engager dans des opérations de coupe à blanc sur des terres protégées par un titre autochtone et doivent d'abord obtenir une approbation pour de telles actions de la part du titulaire du titre autochtone avant de procéder à de telles opérations.